# Zabierze (obwód brzeski)
Zabierze (biał. Забер’е; ros. Заберье) – wieś na Białorusi, w obwodzie brzeskim, w rejonie lachowickim, w sielsowiecie Ostrów.

## Historia
W dwudziestoleciu międzywojennym leżało w Polsce, w województwie nowogródzkim, w powiecie baranowickim, w gminie Krzywoszyn. W 1921 miejscowość liczyła 99 mieszkańców, zamieszkałych w 18 budynkach, w tym 87 Białorusinów i 12 Polaków. 94 mieszkańców było wyznania prawosławnego i 5 rzymskokatolickiego.
Po II wojnie światowej w granicach Związku Sowieckiego. Od 1991 w niepodległej Białorusi.